# L'Autre Joseph
L'Autre Joseph est un roman de Kéthévane Davrichewy publié le 7 janvier 2016 aux éditions Sabine Wespieser et ayant reçu le prix des Deux Magots en janvier 2017.

## Résumé
Ce roman raconte la vie de l'arrière-grand-père de l'auteure, le Géorgien Joseph Davrichachvili qui fut probablement le demi-frère de Joseph Staline, devint révolutionnaire en 1905, puis s'exila et fut aviateur français durant la Première Guerre mondiale, agent de contre-espionnage français – sous le nom de Jean Violan entre 1939 et 1945 – et enfin un écrivain établi à Paris.

## Éditions
- Éditions Sabine Wespieser[2], 2016  (ISBN 978-2-84805-200-7).
- Coll. « 10/18 », 2017  (ISBN 978-2264069559).